# Női kormányos nélküli kettes evezés a 2004. évi nyári olimpiai játékokon
A 2004. évi nyári olimpiai játékokon evezésben a női kormányos nélküli kettes versenyszámot augusztus 14. és augusztus 21. között rendezték a Szkíniasz evezős és kajak‑kenu központban. A versenyt a Georgeta Damian-Andrunache, Viorica Susanu összeállítású román hajó nyerte a brit és a fehérorosz egység előtt.

## Versenynaptár
Az időpontok helyi idő szerint, zárójelben magyar idő szerint olvashatóak.
| Dátum                          | Időpont      | Forduló       |
| ------------------------------ | ------------ | ------------- |
| 2004. augusztus 14., szombat   | 10:10 (9:10) | Előfutamok    |
| 2004. augusztus 18., szerda    | 10:20 (9:20) | Reményfutamok |
| 2004. augusztus 19., csütörtök | 10:30 (9:30) | B-döntő       |
| 2012. augusztus 21., szombat   | 9:10 (8:10)  | Döntő         |

## Eredmények
Az idők másodpercben értendők. A rövidítések jelentése a következő:
- QA: Az A-döntőbe jutás helyezés alapján
- QB: A B-döntőbe jutás helyezés alapján

### Előfutamok
Két előfutamot rendezték, öt-öt részvevővel. Az első helyezett bejutott az A-döntőbe, a többiek a reményfutamba kerültek.
| Helyezés | Nemzet                                                     | Idő      | Mj       |
| 1. futam | 1. futam                                                   | 1. futam | 1. futam |
| -------- | ---------------------------------------------------------- | -------- | -------- |
| 1.       | Fehéroroszország (BLR) · Julija Bicsik, Natallja Helah     | 7:27,73  | QA       |
| 2.       | Nagy-Britannia (GBR) · Katherine Grainger, Cath Bishop     | 7:34,66  |          |
| 3.       | Németország (GER) · Maren Derlien, Sandra Goldbach         | 7:44,00  |          |
| 4.       | Franciaország (FRA) · Sophie Balmary, Virginie Chauvel     | 7:49,70  |          |
| 5.       | Egyesült Államok (USA) · Sarah Jones, Kate Mackenzie       | 7:53,78  |          |
| 2. futam |                                                            |          |          |
| 1.       | Románia (ROU) · Georgeta Damian-Andrunache, Viorica Susanu | 7:29,74  | QA       |
| 2.       | Kanada (CAN) · Darcy Marquardt, Buffy Alexander-Williams   | 7:42,36  |          |
| 3.       | Bulgária (BUL) · Milka Tancseva, Anna Csuk                 | 7:52,45  |          |
| 4.       | Kína (CHN) · Cung Huan-ling, Feng Hszüe-ling               | 7:53,30  |          |
| 5.       | Új-Zéland (NZL) · Juliette Haigh, Nicky Coles              | 9:37,53  |          |

### Reményfutam
Két reményfutamot rendeztek, négy-négy résztvevővel. Az első két helyezett bejutott az A-döntőbe, a többiek a B-döntőbe kerültek.
| Helyezés | Nemzet                                                   | Idő     | Mj |
| -------- | -------------------------------------------------------- | ------- | -- |
| 1.       | Nagy-Britannia (GBR) · Katherine Grainger, Cath Bishop   | 7:06,75 | QA |
| 2.       | Új-Zéland (NZL) · Juliette Haigh, Nicky Coles            | 7:11,00 | QA |
| 3.       | Bulgária (BUL) · Milka Tancseva, Anna Csuk               | 7:17,16 |    |
| 4.       | Franciaország (FRA) · Sophie Balmary, Virginie Chauvel   | 7:24,19 |    |
| 2. futam |                                                          |         |    |
| 1.       | Kanada (CAN) · Darcy Marquardt, Buffy Alexander-Williams | 7:08,32 | QA |
| 2.       | Németország (GER) · Maren Derlien, Sandra Goldbach       | 7:11,30 | QA |
| 3.       | Kína (CHN) · Cung Huan-ling, Feng Hszüe-ling             | 7:15,52 |    |
| 4.       | Egyesült Államok (USA) · Sarah Jones, Kate Mackenzie     | 7:15,95 |    |

### Döntők

#### B-döntő
A B-döntőt négy egységgel rendezték, a reményfutam 3-4. helyezettjeivel.
| Helyezés (Összesített) | Nemzet                                                 | Idő     |
| ---------------------- | ------------------------------------------------------ | ------- |
| 1. (7.)                | Kína (CHN) · Cung Huan-ling, Feng Hszüe-ling           | 7:10.54 |
| 2. (8.)                | Bulgária (BUL) · Milka Tancseva, Anna Csuk             | 7:11.89 |
| 3. (9.)                | Egyesült Államok (USA) · Sarah Jones, Kate Mackenzie   | 7:13.71 |
| 4. (10.)               | Franciaország (FRA) · Sophie Balmary, Virginie Chauvel | 7:17.94 |

#### A-döntő
Az A-döntőt hat egységgel rendezték, az előfutamok és a reményfutam 1-2. helyezettjeivel.
| Helyezés | Nemzet                                                     | Idő     |
| -------- | ---------------------------------------------------------- | ------- |
| Arany    | Románia (ROU) · Georgeta Damian-Andrunache, Viorica Susanu | 7:06,55 |
| Ezüst    | Nagy-Britannia (GBR) · Katherine Grainger, Cath Bishop     | 7:08,66 |
| Bronz    | Fehéroroszország (BLR) · Julija Bicsik, Natallja Helah     | 7:09,86 |
| 4.       | Kanada (CAN) · Darcy Marquardt, Buffy Alexander-Williams   | 7:13,33 |
| 5.       | Németország (GER) · Maren Derlien, Sandra Goldbach         | 7:20,20 |
| 6.       | Új-Zéland (NZL) · Juliette Haigh, Nicky Coles              | 7:23,52 |